# Marco Pacuvio
Marco Pacuvio (Brundisium, 29 aprile 220 a.C. – Tarentum, 7 febbraio 130 a.C.) è stato un drammaturgo, poeta e pittore romano.
Nipote del poeta Quinto Ennio, fu il primo grande tragediografo latino.

## Biografia
Marco Pacuvio nacque nel 220 a.C. a Brundisium, città messapica in una zona influenzata dalla cultura greca, da una famiglia di origini osche. Tali origini sembrano effettivamente essere confermate dalla forma del nome Pacuvio, anch'essa osca, e da alcuni particolarismi linguistici che si riscontrano nelle opere. Sua madre era, secondo la testimonianza fornita da Plinio il Vecchio, sorella del celebre poeta e drammaturgo messapico Quinto Ennio da Rudiae; probabilmente errata risulta invece la testimonianza di Sofronio Eusebio Girolamo, secondo la quale Pacuvio sarebbe invece stato figlio della figlia di Ennio, e dunque nipote abiatico del poeta.
Formatosi grazie alle influenze dello zio e maestro Ennio, da cui ereditò anche gli interessi filosofici e le tendenze razionalistiche, si trasferì giovane a Roma, dove intraprese a lungo l'attività di pittore (nel I secolo a.C. era ancora integro un suo dipinto nel tempio di Ercole) e di poeta, frequentando il Circolo degli Scipioni dal 204 a.C. Fu il primo poeta latino che si dedicò esclusivamente al genere della tragedia. A Roma, secondo la testimonianza di Marco Tullio Cicerone, strinse un solido legame di amicizia con l'aristocratico di ambiente scipionico Gaio Lelio; tale notizia potrebbe però costituire una finzione letteraria elaborata a posteriori dallo stesso Cicerone per arricchire la trattazione pronunciata dallo stesso Lelio nel Laelius de amicitia. La poetica di Pacuvio, altisonante e ricca di riferimenti mitologici, era infatti ben lontana da quella proposta dal cosiddetto circolo degli Scipioni, che tentava, invece, di diffondere un ideale di letteratura aderente alla vita reale e attenta all'individuo.
Ancora attivo nel 140 a.C., Pacuvio compose una tragedia che mise in scena in competizione con il giovane Lucio Accio, che si andava allora affermando e che dopo la morte dello stesso Pacuvio sarebbe divenuto il maggior tragediografo in attività a Roma. Poco più tardi, tuttavia, il vecchio Pacuvio, malato, fu costretto a ritirarsi a Tarentum, dove, attorno al 135 a.C., ricevette la visita dello stesso Accio che si apprestava a partire per un viaggio in Asia: in quest'occasione, secondo la narrazione di Aulo Gellio, il giovane autore lesse all'anziano commediografo il testo del suo Atreus:
(Aulo Gellio, Noctes Atticae, XIII, 2; adattamento della trad. di L. Rusca, Notti attiche, Rizzoli, Milano 1992.)
Tale aneddoto, che pure mette in luce l'orgoglio di Accio nel difendere la propria opera e nell'attaccare nascostamente quella del rivale, è di dubbia autenticità, in quanto del tutto affine all'episodio narrato da Gaio Svetonio Tranquillo nella Vita Terentii, secondo il quale il giovane commediografo Publio Terenzio Afro avrebbe letto la sua Andria all'anziano Cecilio Stazio.
Ritiratosi, dunque, a Tarentum, Pacuvio vi morì quasi novantenne nel 130 a.C.: egli stesso compose il testo, secondo Gellio, dell'epitaffio che fu poi inciso sulla sua lapide tombale, "un garbato autoritratto che comunica un senso di urbanità, di dignità e di riserbo":
(Aulo Gellio, Noctes Atticae, I, 24, 4; trad. di G. Pontiggia)
Tale epitaffio, per quanto ben noto e solenne, è di dubbia autenticità: Gellio ne trovò il testo nel De poetis di Marco Terenzio Varrone, assieme ai testi che avrebbero ornato le lapidi delle tombe di Gneo Nevio e Tito Maccio Plauto, ma nella sua opera non accenna ad alcuna visita personale a nessuna di tali tombe, dunque non risulta possibile sapere se gli epitaffi fossero stati composti o solo riportati dallo stesso Varrone.

## Opere
Così come Plauto, Cecilio e Terenzio si erano per primi specializzati nel solo genere della commedia palliata, Pacuvio fu il primo tra gli autori di lingua latina a specializzarsi in quello della tragedia. Dalle dubbie testimonianze dei grammatici tardi Diomede e Pomponio Porfirione, di dubbia validità, si evince che Pacuvio sarebbe anche stato autore di Saturae, affini a quelle di Ennio, che avrebbero però riscosso scarso successo e avrebbero dunque acquisito importanza marginale. Dalla testimonianza di Plinio il Vecchio risulta che abbia esercitato anche il mestiere di pittore: in età alto-imperiale si conservava ancora la memoria di una sua opera che era stata esposta in Roma nel tempio di Ercole presso il foro boario.
Della sua opera letteraria, non particolarmente vasta, sono a oggi pervenuti circa 365 frammenti per un totale di 380 versi di sede certa e 55 di sede incerta. Fu autore di dodici o tredici tragedie cothurnatae (Antiope, Armorum iudicium, Atalanta, Chryses, Dulorestes, Hermiona, Iliona, Medus, Niptra, Pentheus, Periboea e Teucer; incerta è l'attribuzione del Protesilaus) e di una praetexta (Paulus).
Le cothurnatae, sviluppate per lo più a partire da originali greci oggi perduti dei tragici Eschilo, Sofocle ed Euripide, trattavano in molti casi temi afferenti ai maggiori cicli mitici, quali quello troiano (Armorum iudicium, Iliona, Niptra, Teucer, e Protesilaus), quello, connesso al troiano, di Oreste (Chryses, Dulorestes, Hermiona), quello tebano (Antiope) e quello argonautico (Medus).
Il Paulus (Paolo) aveva, invece, carattere storico e celebrativo, e fu probabilmente rappresentata per la prima volta nel 168 a.C., in occasione dei ludi organizzati per celebrare la vittoria di Lucio Emilio Paolo a Pidna sul re di Macedonia Perseo.
Particolarmente esiguo risulta, dunque, il numero delle opere prodotte da Pacuvio se si considera che fu attivo fino all'estrema vecchiaia; tale dato può essere però spiegato se si suppone che il drammaturgo dedicasse buona parte del suo tempo all'attività pittorica, o curasse particolarmente l'elaborazione formale delle sue opere.
Egli scelse generalmente il suo repertorio fra i miti del mondo ellenico, prediligendo quelli a sfondo pastorale o idilliaco e descrivendo sapientemente paesaggi ed eventi naturali: da quanto resta, Pacuvio sapeva conferire ai personaggi delle sue tragedie una forza drammatica che affascinava il pubblico romano e che era apprezzata, come detto, dallo stesso Cicerone, che ne ebbe altissima stima:
(De optimo genere oratorum, 2.)
La cura che Pacuvio riservava alle sue opere gli procurò, mentre era ancora in vita, la fama di erudito; l'erudizione, tuttavia, si prestava a degenerare in pedanteria, come dimostrano ad esempio i versi del Chryses in cui la descrizione del cosmo e del sole è interrotta da una parentesi di riflessione filologica sui termini con cui Greci e Romani indicavano il cielo. Ciò non precluse comunque a Pacuvio la possibilità di riscuotere un ampio successo di pubblico presso il popolo romano e presso i suoi contemporanei: l'ampia diffusione e il gradimento delle sue opere testimoniano inoltre la «capacità del pubblico romano di apprezzare un testo teatrale serio».
L'autore satirico Gaio Lucilio, attivo nella seconda metà del II secolo a.C., nell'affermare la sua nuova poetica legata all'esperienza personale, prese le distanze dalla poetica tragica di Ennio, ma soprattutto dei contemporanei Pacuvio e Accio, che tentavano, a suo giudizio, di affascinare il pubblico proponendogli esclusivamente storie di esseri fantastici quali «serpenti alati» o «draghi volanti». Tale critica, dettata dunque da ragioni personali legate al modo di intendere l'attività letteraria stessa, nulla toglie comunque al vasto successo che Pacuvio riscosse tra i suoi contemporanei.